# Victor Duruy
Pour les articles homonymes, voir Duruy.
Victor Duruy est un homme politique et historien français né le 11 septembre 1811 à Paris où il est mort le 25 novembre 1894. Il a notamment été ministre de l'Instruction publique sous le Second Empire, de 1863 à 1869.

## Biographie

### Études (1824-1833)
Né dans une famille constituée d’artisans tapissiers depuis sept générations, Victor Duruy est d'abord destiné à suivre l’exemple de son père, Charles Duruy, chef d'atelier à la manufacture des Gobelins. C’est ainsi qu’il travaille d'abord à l'atelier des apprentis, avant d'entrer à l'école primaire tenue par un ancien conspirateur bonapartiste, Hénon. Un ami de son père remarquant son application au travail, il suit des études classiques au collège Sainte-Barbe (appelé plus tard collège Rollin), grâce à une demi-bourse d’études.
Entré au collège en septembre 1824, il est d'abord un élève médiocre en raison de nombreux retards, qu'il parvient progressivement à combler. Il obtient son baccalauréat en 1830 et, la même année, intègre l'École normale. En 1833, il est admis au concours de l'agrégation d'histoire et géographie. À Sainte-Barbe comme à l'École normale, Victor Duruy suit l'enseignement de Jules Michelet, qui devient son maître et est l'un des principaux appuis au début de sa carrière.

### Vie avant son ministère (1833-1863)

#### Postes
Il est nommé professeur au collège de Reims (1833), à l’âge de vingt-deux ans, puis au lycée Henri-IV à Paris (1834), où il devient le professeur de deux des fils de Louis-Philippe, le duc d'Aumale et le duc de Montpensier. Il est ensuite promu au lycée Saint-Louis (1845) avant de revenir au lycée Henri-IV (1855) rebaptisé entre-temps lycée Bonaparte.
En 1844, il est nommé membre de la Commission d'examen des livres de l'enseignement primaire.
Par deux fois, il échoue dans sa tentative de rejoindre l'enseignement supérieur : en 1851, on lui préfère Adolphe Chéruel pour remplacer Henri Wallon dans sa chaire de l'École normale supérieure. En 1858, il tente en vain d'obtenir la chaire de professeur de géographie à la Sorbonne.
Cependant, avec l'aide de Napoléon III, il est fait inspecteur d'académie et professeur à l'École normale supérieure en 1861, puis inspecteur général et professeur à l'École polytechnique en 1862.

#### Œuvre historique
Auteur sous la monarchie de Juillet de nombreux manuels de géographie (chez l'éditeur Chamerot) et d’histoire (chez Hachette) destinés aux collèges et aux lycées, il se fait également connaître du grand public par des ouvrages de vulgarisation historique de haut niveau. Le premier, une Histoire des Romains, publiée en 1843-1844, remarquée par le ministre Salvandy, lui vaut l'obtention de la Légion d'honneur. Son Abrégé de l'histoire de France publié en 1848 pour les collèges et lycées est transformé en 1858 en une Histoire de France en deux vol. illustrés, pour le grand public cultivé ; cet ouvrage, réédité jusqu'en 1913, connaît en tout un tirage dépassant les 100 000 exemplaires. En 1892 il connaît une édition en grand format richement illustrée, du même format que son Histoire des Romains et son Histoire des Grecs.
À partir de 1848, il lance avec Louis Hachette la « collection de l'histoire universelle », qu'il dirige. Cette aventure éditoriale est cependant un échec : au début de 1855, sur les quarante-huit ouvrages prévus, seuls treize ont paru. Les chiffres de vente ne sont d'ailleurs pas à la hauteur des espérances, et l'éditeur décide d'y mettre un terme.
Victor Duruy soutient par ailleurs ses thèses en 1853 en Sorbonne et devient docteur ès lettres : sa thèse latine porte sur Tibère, sa thèse française sur le tableau de l'empire romain à la fin de la République. La publication de nombreux ouvrages sur l’Antiquité fait de lui un spécialiste de cette période, dont la renommée devient internationale dès le milieu du siècle.

#### Orientations politiques
Ayant grandi auprès d'un père hostile à la Restauration, il est attaché aux valeurs du libéralisme, et participe en juillet 1830 à la révolution des Trois Glorieuses aux côtés de son père, capitaine de la Garde nationale.
Favorable à la monarchie de Juillet, par attachement à la famille des Orléans plus que par engagement politique (il est toute sa vie plutôt hostile au parlementarisme), il réprouve la révolution de 1848, et vote le 10 décembre 1848 en faveur du général Cavaignac. Il s'oppose ensuite au coup d'État de Louis-Napoléon Bonaparte (1851) puis au rétablissement de l'Empire (1852) en votant non aux plébiscites.

#### Vie personnelle
Le 20 février 1841, il épouse en premières noces Élisa Adélaïde de Graffenried (1815-1866) : une veuve issue d'une grande famille suisse du canton de Berne, dont il a déjà une fille, Victorine-Élise (1837-1841). Plusieurs autres enfants suivirent : Gabrielle (1841-1865), Anatole (1842-1879), Albert (1844-1887), Georges (1853-1918), Hélène (1857-1872).
Soucieux de mener un train de vie bourgeois, il fait, en 1853, l'acquisition d'une « maison de campagne » à Villeneuve-Saint-Georges. Ses fils entrent dans l'enseignement secondaire avant de rejoindre des écoles prestigieuses : ainsi Georges Duruy intègre, comme son père, l'École normale supérieure.
C'est aussi un grand voyageur qui a parcouru la Suisse, l'Allemagne, l'Angleterre, l'Europe de l'Est. En 1851, il se rend ainsi à l'Exposition universelle de Londres. Empreint d'une fascination toute romantique pour l'Orient, il effectue également en 1860 un grand voyage le long du Rhin et du Danube, jusqu'à Bucarest où il retrouve le prince George Bibesco qui avait été son élève au collège Henri-IV.

## Ministre (23 juin 1863 - 17 juillet 1869)

### Appel au gouvernement
Victor Duruy est sollicité en 1859 par Napoléon III dans le cadre de la préparation de son ouvrage Histoire de Jules César. Il rencontre l'empereur aux Tuileries, mais ensuite il n'y a pas d'autres relations directes entre eux, et Duruy ne joue qu'un rôle mineur dans la préparation de l'ouvrage - dont il relira cependant les épreuves. Il faut cependant voir la main du souverain dans les promotions que connaît l'historien dans les années 1861-1862, promotions qui se font malgré l'hostilité à son égard du ministre de l'Instruction publique d'alors, Gustave Rouland.
Les deux hommes ne se revoient qu'en 1862, lorsque Napoléon III fait entrer l'historien à son secrétariat. Ces quelques semaines de collaboration sont l'occasion de plusieurs longs entretiens entre les deux hommes, durant lesquels le professeur fait part à l'empereur de ses projets de réforme. Au lendemain des élections de mai-juin 1863, qui voient une progression de l'opposition libérale, l'empereur décide de remanier son gouvernement et, en signe d'ouverture, y appelle Victor Duruy, dont la réputation d'universitaire libéral doit être un gage aux opposants. Celui-ci devient donc ministre de l'Instruction publique, poste qu’il accepte à condition qu'il soit séparé du ministère des Cultes. Il occupe cette fonction pendant six années jusqu’au 17 juillet 1869.

### Œuvre gouvernementale

#### Enseignement primaire
Victor Duruy est soucieux de développer l'enseignement du peuple et prend à cet égard de nombreuses mesures. Il propose en 1865 de rendre l'enseignement primaire obligatoire et gratuit mais ne peut obtenir la réalisation de ce projet. Son œuvre principale en la matière est la loi Duruy, du 10 avril 1867, qui oblige les communes de plus de cinq cents habitants à créer une école de filles, dans la lignée des lois Guizot (1833) et Falloux (1850). Il encourage la "gratuité" de l’éducation en incitant les communes pauvres à la décréter, avec garanties de subventions de l'État. À l'octroi de bourses s’ajoute bientôt la création de la caisse des écoles, destinée à l'aide aux élèves issus de familles nécessiteuses.
Il s’attache également à améliorer le sort des instituteurs, en revalorisant leur traitement notamment, et en les présentant, dans ses discours, comme les « soldats de la paix », principaux artisans du combat contre l'ignorance, image qui préfigure celle des « hussards noirs » de la IIIe République.
D’autre part, le contenu des programmes est élargi. Le 30 janvier 1865, il rend obligatoire l'enseignement de la musique pour tous les élèves des écoles normales primaires. La loi du 10 avril 1867 rend également obligatoire l'enseignement de l'histoire et de la géographie.

#### Enseignement secondaire
Il cherche à renforcer l'enseignement secondaire classique décapité au début du second Empire. Six jours seulement après sa prise de fonctions, il rétablit ainsi l'agrégation et la classe de philosophie, qui avaient été supprimées par Fortoul en 1852.
Il souhaite cependant également adapter l'enseignement secondaire, qui doit former les cadres de la nation, aux bouleversements économiques et techniques que connaît à cette époque la France du Second Empire. Il renforce la formation de l'enseignement classique en systématisant les cours de langues vivantes, de musique, de gymnastique. Il crée également un enseignement secondaire « spécial » (loi du 21 juin 1865), destiné à dispenser « une instruction appropriée aux besoins des industriels, des agriculteurs et des négociants », sans latin, mais avec un programme renforcé dans des disciplines plus utilitaires comme l'économie, les langues vivantes, le dessin industriel, la comptabilité...
Soucieux également de promouvoir l'enseignement féminin, il publie le 30 octobre 1867 une circulaire dans laquelle figure le projet de cours d'enseignement secondaire à destination des jeunes filles. Ces cours, organisés par les municipalités avaient pour objet de fournir aux jeunes filles de bonne famille une instruction différente de celle prodiguée dans les pensionnats (religieux ou laïques) et étaient pris en charge par les professeurs des différents collèges et lycées pour garçons. Les programmes suivaient celui de l'enseignement spécial (qui exclut les langues) et abordaient notamment les sciences sous leur aspect pratique et expérimental. Cette initiative soulève une violente opposition de la part de l'Église catholique et des milieux cléricaux, qui entraîne son échec.

#### Enseignement supérieur
On doit à Victor Duruy les deux décrets du 31 juillet 1868, qui créent, l'un, des laboratoires dans les facultés, et l'autre, l'École pratique des hautes études « afin de développer la recherche et de former des savants ». Le ministre souhaitait également voir instaurée la liberté de l'enseignement supérieur, mais il n'y parvient pas en raison des nombreuses oppositions. Il développe donc à la place des séries de conférences et de cours libres à partir de 1864.

#### Rénovation pédagogique
Victor Duruy met en place des réformes pédagogiques ponctuelles, un ensemble de mesures réparties sur tout le ministère, dans de nombreux décrets et circulaires (notamment l’instruction aux recteurs du 10 mai 1864, « sur la nourriture, l’habillement, la gymnastique, les récréations, l’hygiène, l’installation et l’appropriation de locaux dans les lycées »).
Il soutient ainsi le vice-recteur de l’académie de Paris, Octave Gréard, qu’il a nommé en 1866, dans sa réforme de l’organisation pédagogique des écoles primaires de la Seine, organisées en trois niveaux : cours élémentaire, cours moyen, cours supérieur.
Il prône des leçons courtes, d’une heure maximum, notamment pour les langues vivantes, afin de ne pas épuiser l’esprit des élèves, en prévoyant des pauses régulières ; c’est ainsi qu’il institutionnalise le principe de la récréation toutes les deux heures de cours, et après les repas (donc la pause du déjeuner).
Il encourage un enseignement plus vivant : de nombreuses expériences et manipulations en sciences, les sorties dans la nature ou dans les musées, l’utilisation de l’image, des cartes, des atlas…
Il souhaite également un meilleur encadrement des élèves : des classes de petits effectifs (les classes pouvaient à l’époque compter plusieurs dizaines d’élèves), des punitions moins sévères, des professeurs suivant leurs élèves sur toute l’année, la création d’un « bulletin scolaire » récapitulant les résultats trimestriels sur toute la scolarité de l’élève et rendu aux familles à la fin de celle-ci.

#### Modernisation administrative
Victor Duruy cherche à moderniser l'action ministérielle : il systématise les enquêtes statistiques afin d'avoir une idée plus juste de la situation sur le terrain, effectue lui-même de nombreuses tournées et visites dans les établissements, à Paris et en province, souvent sans prévenir, publie de nombreuses circulaires (à peu près une par semaine), adressées aux préfets, aux recteurs, aux instituteurs, afin d'occuper le terrain, et envoie, comme ses prédécesseurs, des missions à l'étranger pour étudier les systèmes éducatifs étrangers et y trouver des sources d'inspiration.
Il réforme aussi le ministère afin de faire correspondre l’organisation de l’administration centrale aux nouvelles réalités de l’enseignement (création par exemple d’un bureau spécial pour l’enseignement primaire féminin), mais aussi pour limiter la bureaucratie par une simplification des procédures et des débuts de décentralisation administrative (par exemple pour la nomination du petit personnel des établissements, jardiniers, surveillants, concierges…).
Il se bat également pour obtenir des moyens financiers nouveaux : le budget de l’Instruction publique passe ainsi de 26 à 37 millions de francs sous son ministère, soit une augmentation de 42 %, qui permet de faire passer ce budget de 1,1 à 1,5 % du budget de l’État. Fait significatif : le budget de l’enseignement primaire devient plus important que celui de l’enseignement supérieur sous son ministère. Au-delà, cette période est celle d’un retournement plus large dans l’histoire du budget de l’éducation en France : jusque-là, la part de l’État dans le financement de l’enseignement en France ne cessait de se réduire. À partir de Duruy, elle ne cesse d’augmenter, symbolisant la prise en mains croissante par l’État de la mission enseignante.
Il mène également ce qu'on pourrait appeler une politique de communication, n'ayant de cesse par exemple de se présenter comme "le ministre des professeurs", et en menant une vigoureuse politique de réhabilitation de l'image du corps enseignant. Son principal outil en la matière est le Bulletin administratif du ministère de l’Instruction publique, organe de publication des actes du ministère, dont il fait un véritable journal de l’éducation, comportant ses discours, ses rapports, toute une série d’informations sur le monde de l’enseignement, etc. ; c'est un véritable organe de propagande au service de son action, et plus largement, de l’Instruction publique. De nombreux articles y vantent les mérites du corps enseignant.

### Situation politique au sein du gouvernement
Ses idées libérales isolent dans un premier temps Victor Duruy de ses collègues du gouvernement. Novice en politique, il n'appartient pas au sérail et l'universitaire détonne dans ce milieu d'avocats et de financiers. Ce qui explique l'échec de certains de ses premiers projets (liberté de l'enseignement supérieur en 1864, gratuité et obligation de l'enseignement primaire en 1865), car ses collègues du gouvernement s'y opposent, à commencer par le plus influent d'entre eux, Eugène Rouher.
Progressivement cependant, au fil des années et des remaniements ministériels, Victor Duruy s'impose comme une figure du régime et comme un modèle de longévité - seul son prédécesseur Gustave Rouland est resté plus longtemps que lui, dans l'histoire, à la tête du ministère de l'Instruction publique. S'il pousse l'empereur dans la voie de la libéralisation de l'Empire, il donne également des gages de fermeté : il fait ainsi condamner les étudiants anarchistes qui ont participé au congrès de Liège en 1865, fait fermer l'École normale supérieure après des troubles en 1867 et provoque notamment le renvoi de l'un des agitateurs, le futur égyptologue Gaston Maspero, qui entrera cependant ensuite à l'École pratique des hautes études.
En août 1867, il se fait élire conseiller général des Landes, avec 98,8 % des suffrages exprimés. Il deviendra successivement vice-président puis président de ce conseil général.
Un peu plus tôt, sur son initiative personnelle, la ville de Cluny (Saône-et-Loire) a été dotée d'une école normale spéciale, qu'il a installée dans les bâtiments de l'ancienne abbaye (première rentrée le 1er novembre 1866).

### Départ du ministère
Avec les élections législatives des 23 et 24 mai 1869 et la victoire du Tiers Parti, Napoléon III doit tenir compte des nouveaux équilibres politiques. Le gouvernement démissionne collectivement le 12 juillet 1869. Pendant plusieurs jours, la question du maintien au gouvernement de Victor Duruy se pose mais le 19 juillet, la nouvelle équipe est constituée, sans lui : c'est le député libéral Olivier Bourbeau qui le remplace au ministère de l'Instruction publique.

## Vie après son ministère (1869-1894)

### Activités politiques
Victor Duruy abandonne ses fonctions ministérielles et siège au Sénat jusqu'à la fin du Second Empire. Il y agit notamment en faveur de la liberté de l'enseignement supérieur, et pour le développement de l'enseignement médical féminin en Algérie. Il reste une haute figure du régime, et participe en novembre 1869, aux côtés de l'impératrice Eugénie, au voyage officiel organisé à l'occasion de l'inauguration du canal de Suez. Il en profite pour effectuer un long périple en Méditerranée, visitant l'Égypte, la Turquie, la Grèce, puis l'Italie.
La disparition du Sénat le 4 septembre 1870 met un terme définitif à sa carrière politique : il abandonne son poste de conseiller général des Landes en 1871, et échoue en 1876 dans sa candidature aux premières élections sénatoriales de la IIIe République.
Il conserve néanmoins des liens avec les Bonaparte et avec le parti bonapartiste : il rend visite à Napoléon III en Angleterre, assiste à ses obsèques en janvier 1873, et prépare en 1881 le prince Victor au baccalauréat et au concours d'entrée à Saint-Cyr.

### Durant l'Année terrible (1870-1871)
Durant la guerre de 1870-1871, il s'engage dans les bataillons des volontaires de la Garde nationale (6e compagnie, 21e bataillon), et subit les privations provoquées par le siège de Paris, tandis que sa maison de Villeneuve-Saint-Georges est investie par les Prussiens, et que sa bibliothèque personnelle est réquisitionnée. Il assiste ensuite avec tristesse à la Commune de Paris et à la guerre civile de mars-mai 1871 : il condamne avec sévérité cet épisode.

### Travaux historiques
Dès la fin de son ministère, Victor Duruy reprend ses études historiques, consacrant ses dernières années à la publication de trois ouvrages monumentaux, sommes érudites richement illustrées : son Histoire des Grecs en trois vol. (1874), son Histoire des Romains en sept vol. (1879-1885), ainsi qu'une Histoire de France (1892).
Ces derniers travaux lui permettent d’entrer à l'Institut, d'abord à l'Académie des inscriptions et belles-lettres en 1873, puis à l'Académie des sciences morales et politiques en 1879. Il est ensuite élu à l’Académie française en 1884.
En 1876, il participe à la création de la Revue historique aux côtés de Gabriel Monod. Il est très lié à la nouvelle génération des historiens méthodiques, dont il a contribué à lancer la carrière, notamment au sein de l'École pratique des hautes études. Ses liens sont particulièrement forts avec Ernest Lavisse, camarade de promotion de son fils Albert à l'École normale, qui fut son secrétaire particulier au ministère, et qui reste un très proche ami de sa famille - il sera le parrain de son dernier fils.
Il s'engage également dans la campagne de préservation des Arènes de Lutèce, participe aux travaux de la Société de l'histoire de Paris et de l'Île-de-France, de l'Association pour l'encouragement des études grecques, du Comité des travaux historiques et scientifiques, de la Société d'anthropologie de Paris, ainsi que de sociétés savantes de province comme la Société archéologique de Bordeaux ou la Société des antiquaires de Normandie. Il publie également de nombreux articles, notamment à la Revue des Deux Mondes, et à la Revue archéologique.
Historien réputé, en dépit de la faiblesse de son apport théorique à la discipline, il apparaît pour beaucoup, à la fin du XIXe siècle, comme un maître, une figure tutélaire. Ses manuels ont été lus par plusieurs générations d'élèves, ont connu une diffusion internationale, et son œuvre sera citée en référence par des auteurs aussi divers que Lucien Febvre, Colette ou Charles Péguy.

### Participation à l’œuvre scolaire républicaine
La IIIe République salue l’œuvre réformatrice de Victor Duruy et s'inscrit dans sa lignée. On en appelle à son expertise, au sein de la commission d'attribution des bourses d'enseignement (1877), de la commission de révision des programmes de l'enseignement spécial (1879 et 1881), et surtout, au sein du Conseil supérieur de l'Instruction publique (1881-1884). Dans cette dernière instance, qu'il avait présidée pendant six ans en tant que ministre de l'Instruction publique, il participe à la réflexion sur les bourses de l'enseignement primaire, sur les lycées de jeunes filles créés par la loi Camille Sée, sur l'agrégation d'histoire. Sa participation à l’œuvre scolaire des républicains ne l'empêche cependant pas de porter un regard très sévère sur leurs réformes.
Il participe également au Dictionnaire de pédagogie et d'instruction primaire de Ferdinand Buisson : il est l'auteur des articles sur « le siècle d'Auguste » et « Napoléon III » - ce qui lui permet de dresser un bilan très positif de sa propre œuvre ministérielle.

### Vie personnelle et dernières années
Devenu veuf en 1866, Victor Duruy se remarie le 7 mai 1873 à Paris VIe avec Marie Florina Redel (1834-1916), dame d'éducation à la maison de la Légion d'honneur, qu'il avait rencontrée aux Tuileries. Celle-ci lui donne un dernier fils, Louis-Victor, le 21 avril 1874, lieutenant-colonel au 1er régiment de tirailleurs algériens (1er RTA), officier de la Légion d'honneur en 1913,, qui meurt pour la France le 30 octobre 1914 à Poperinge (Belgique). C'est à lui que Victor Duruy dédie ses Mémoires, achevés en 1892, et qui paraissent, selon sa volonté, à titre posthume en 1901 sous le titre de Notes et souvenirs,.
Victor Duruy subit cependant une autre série de drames familiaux, avec la perte de quatre de ses six enfants, dont son fils aîné, Anatole, dont les dernières années sont marquées par une série de troubles psychiatriques et de scandales.
Victime de plusieurs accidents de santé successifs, Victor Duruy meurt, le 25 novembre 1894, à 83 ans. Il est inhumé dans le caveau familial à l'entrée du cimetière de Villeneuve-Saint-Georges. Sa mort provoque de nombreux témoignages d'affection et de reconnaissance au sein du milieu politique et du monde savant.
Les papiers personnels de Victor Duruy sont conservés aux Archives nationales sous la cote 114AP.

## Publications
- Pandectes pharmaceutiques (1837)

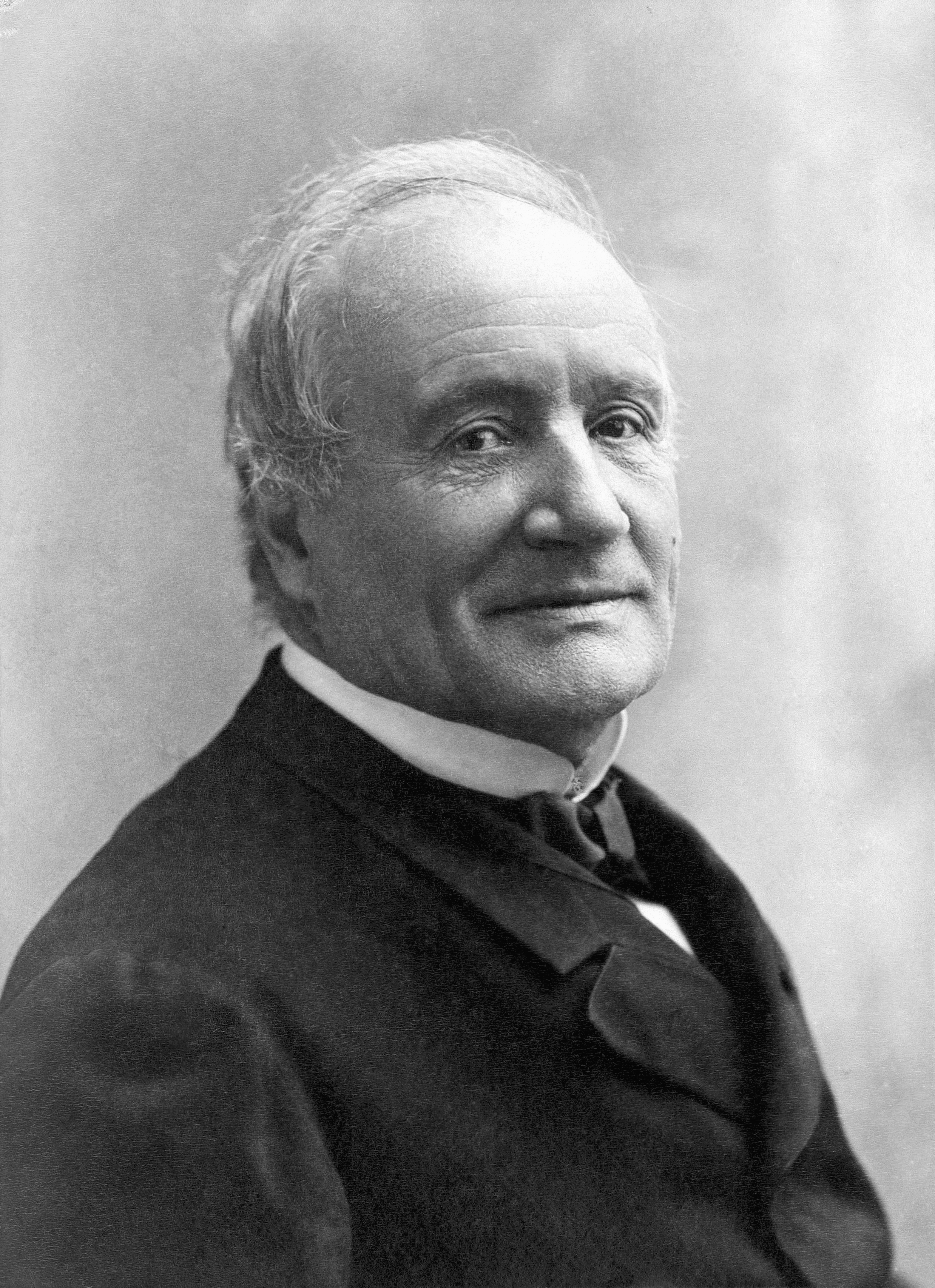
Victor Duruy par Nadar (1875-1895).

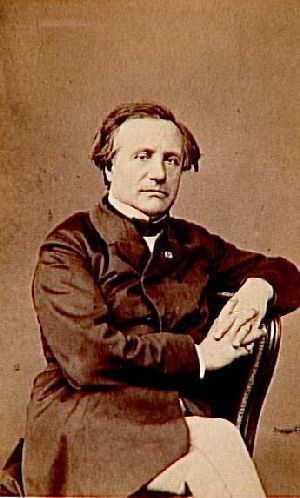
Victor Duruy par Pierson.

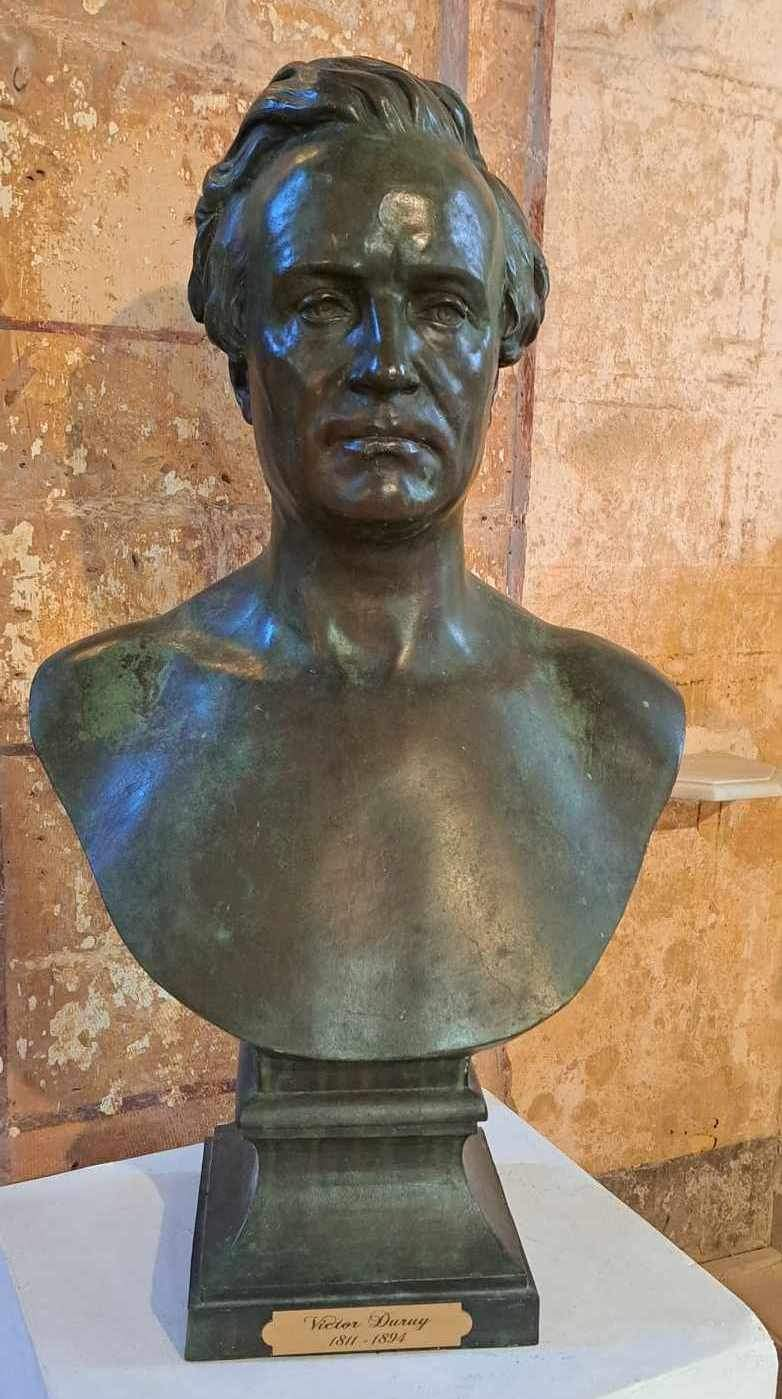
Buste de Victor Duruy dans la chapelle du lycée éponyme de Mont-de-Marsan

- Cahiers de géographie historique (4 vol., 1839-1841)
- Vie de Notre-Seigneur Jésus-Christ (1840)
- Histoire des Romains et des peuples soumis à leur domination (7 vol., 1843-1874)
- Histoire sainte d'après la Bible (1845)
- Histoire romaine depuis les temps les plus reculés jusqu'à l'invasion des barbares (1847)
- Atlas de géographie historique universelle (1848)
- Chronologie de l'atlas historique de France (1849)
- Abrégé de l'histoire de France 1850
- L'Univers pittoresque : Italie ancienne (2 vol., 1850-1855)
- Histoire grecque (1851)
- Abrégé des histoires ancienne, du Moyen Âge et moderne (3 vol., 1852)
- De Tiberio imperatore. État du monde romain, vers le temps de la fondation de l'empire (1853)
- Histoire de France (2 vol., 1854)
- Résumé d'histoire de France. Abrégé des histoires ancienne, grecque et romaine (3 vol., 1857)
- Histoire de France du Ve siècle à 1815 (3 vol., 1857)
- Le Gouvernement de l'Algérie (1859)
- Les Papes princes italiens (1860)
- Histoire de la Grèce ancienne : Histoire du Moyen Âge. Histoire des temps modernes (2 vol., 1861)
- Causeries de voyage : de Paris à Vienne (1864)
- Introduction générale à l'histoire de France (1865)
- L'Administration de l'instruction publique en France de 1863 à 1869. Circulaires et instructions relatives à l'instruction publique (1870)
- Abrégé d'histoire universelle (1873)
- Histoire de l'Europe et particulièrement de la France, de 395 à 1789 (3 vol., 1875)
- Histoire des Grecs (3 vol., 1887-1889), Prix Jean-Reynaud de l'Académie française
- Histoire de France (1892)
- Notes et souvenirs (1901)

## Iconographie
Engagé volontaire comme garde national dans les combats de 1870, avec le peintre Henri Regnault, ce dernier le dessine en uniforme avec les annotations suivantes : 21e bataillon / 6e Cie /. Dessin conservé à Paris, musée Carnavalet.

## Décorations
- Grand officier de la Légion d'honneur (4 août 1867)[17],[18]